# 大井上康
大井上 康（おおいのうえ やすし、1892年（明治25年）8月21日 - 1952年（昭和27年）9月23日）は、農業学者、民間育種家。ブドウ「巨峰」の生みの親として、また今日では常識となっている栄養週期理論の提唱者としても知られる。

## 生涯

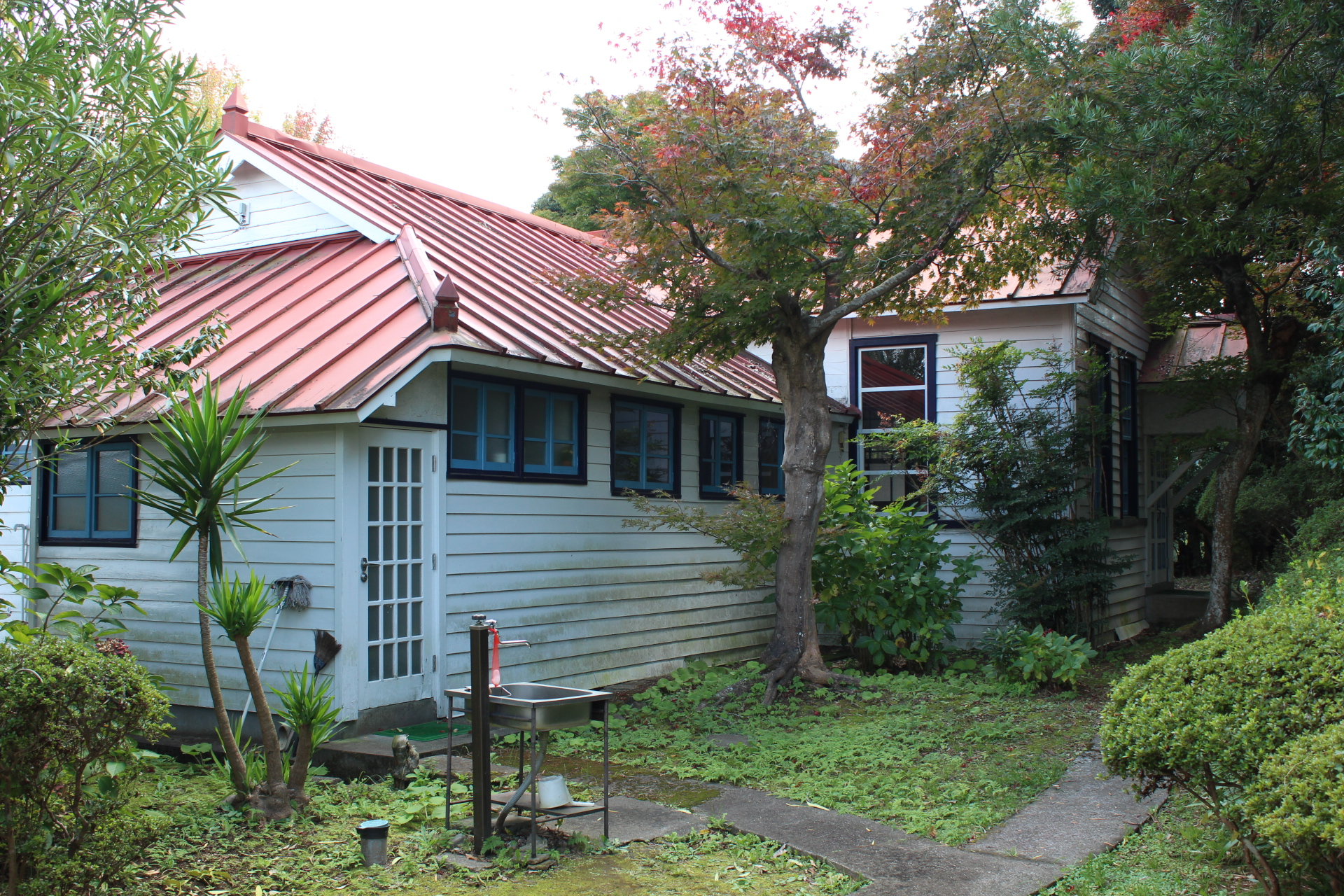
静岡県伊豆市上白岩にある大井上康学術文献資料館（大井上理農学研究所）。巨峰はここで誕生した。現在この建物は国の登録有形文化財となっている。

海軍軍人の子として広島県江田島の海軍兵学校官舎で生まれる。幼少時に病気を患い片足が不自由となったため農業学者を志した。東京農業大学卒業後、茨城県の酒造会社・神谷酒造所牛久葡萄園の技師となる。ここでブドウの交配育種の取り組みと作物栽培法の研究に没頭、また植物に容易に栄養素を与えず、必要な時期に必要な栄養素を最低限与える「栄養週期理論」を提唱した。しかし、この理論は当時の学会では異端視されたため、大井上康は農学会を去り民間育種家・園芸家となる。1919年（大正8年）自らの農業理論実践のため、富士山を望む静岡県田方郡下大見村（現伊豆市）に『大井上理農学研究所』を設立。本格的にブドウの研究に打ち込んだ。洋書の関係文献を読破、またヨーロッパ各国で理論と実際を学ぶなどし20年を越える試行錯誤の末、1942年（昭和17年）岡山県産の「石原早生」と豪州産の「センテニアル」をかけ合わせ、かつてない大粒かつ糖度の高いブドウ交配に成功。1946年（昭和21年）この新品種を研究所から見える富士山にちなみ「巨峰」と命名した。
しかし世は戦中戦後の食料難の時代、主食の米などの栽培に重点がおかれ果樹栽培まで目が向けられる事はなく、さらに栽培の難しい「巨峰」はその後も苦難の道を歩んだ。大井上はその功績を評価されることなく戦後の1952年（昭和27年）に亡くなったが、その弟子達によって改良が加えられ、食料難を脱し果樹栽培が盛んになると日本各地の農家で「巨峰」の栽培も盛んとなった。現在日本で出荷されるブドウの約6割が「巨峰」といわれている。また「ピオーネ」、「藤稔」も「巨峰」から改良されたものである。
100年近くも前に大井上が提唱した「栄養週期理論」は、今日、健全な植物育成のための基礎として知られている。
因みに、「栄養週期理論」は商標登録されている。
・商標名：「栄週」
・称呼：エイシュウ、エイシュー
・登録番号：第923972号
・指定商品：第29類（冷凍野菜、冷凍果実、肉製品、加工水産物、加工野菜及び加工果実、油揚げ、凍り豆腐、こんにゃく、豆乳、豆腐、納豆、加工卵、カレー・シチュー又はスープのもと、お茶漬けのり、ふりかけ、なめ物）
・指定商品：第31類（野菜、糖料作物、果実、コプラ、麦芽）
・指定商品：第32類（飲料用野菜ジュース）
・商標：「栄週米」
・称呼：エイシュウマイ、エイシュウ
・登録番号：第2354006号
・指定商品：第30類（米）
2008年6月6日、日本テレビ系『未来創造堂』第112回放送で「ブドウの未来を切り拓いた男」として大井上の半生が取り上げられた。

## 著作
- 『葡萄之研究』養賢堂、1930年3月。全国書誌番号:47018166。
  - 『葡萄之研究』（復刻版）日本巨峰会、1970年。全国書誌番号:69003938。
- 『現代科学を基礎としたる葡萄栽培の経済的経営法』祝小学校葡萄研究会、1937年。全国書誌番号:44043942。
- 『葉緑同化作用の研究』朝倉書店、1942年1月。全国書誌番号:46043502。
- 『栄養週期適期施肥論 科学的少肥多収の技術』農村文化研究会、1943年。全国書誌番号:46020480。
- 『家庭菜園の実際』旺文社、1946年3月。全国書誌番号:46020936。
  - 『家庭菜園の実際』（重版）旺文社、1946年3月。全国書誌番号:61008101。
  - 『家庭菜園の実際』（再版）旺文社、1949年。全国書誌番号:49000201。
  - 『家庭菜園の実際』（現代用語復刻新版）日本巨峰会、2006年12月。ISBN 9784540063008。
- 『新栽培技術の理論体系』全国食糧増産同志会、1945年9月。
  - 『新栽培技術の理論体系』（4版）全国食糧増産同志会、1948年。全国書誌番号:48006400。
  - 『新栽培技術の理論体系』（補筆改訂版）日本巨峰会、2011年3月。
- 『肥料と施肥の新研究』生産日本社、1950年。全国書誌番号:50003007。